# Metoda Hare’a
Metoda Hare’a – jedna z metod przeliczania ważnie oddanych głosów w wyborach na mandaty. Nazwana od nazwiska londyńskiego prawnika Thomasa Hare’a.
Zgodnie z tą metodą wyniki wyborów ustala się w następujący sposób:
1. Oblicza się tzw. stały iloraz wyborczy poprzez podzielenie ogólnej liczby głosów oddanych w skali całego kraju przez ogólną liczbę mandatów do obsadzenia w wyborach. Kandydat, który uzyskał liczbę głosów równą lub większą ilorazowi wyborczemu, otrzymuje mandat.
2. Otrzymanie mandatu oznacza „skreślenie” kandydata z listy kandydatów.
3. Jeśli po zbadaniu ilu kandydatów otrzymało liczbę głosów równą lub większą od liczby stanowiącej iloraz wyborczy, okaże się, że pula mandatów do obsadzenia nie została wykorzystana, dalsze obsadzanie mandatów polega na badaniu, który z kandydatów znajdujący się „pod kreską” jest bliżej liczbie stanowiącej iloraz wyborczy. Taki kandydat zdobywa mandat.